# Milton Salgado
Milton Salgado Carrillo (Ambato, 15 de septiembre de 1938) es un político ecuatoriano. Fue prefecto de Tungurahua, entre 1978 a 1983, y diputado nacional en dos ocasiones no consecutivas. 

## Biografía
Nació en Ambato el 15 de septiembre de 1938. Realizó sus estudios secundarios en el Instituto Nacional Mejía y los superiores en la Universidad Central del Ecuador.
Inició su vida pública como vicepresidente del municipio de Píllaro. En 1978, luego del retorno a la democracia, fue elegido prefecto provincial de Tungurahua por la coalición entre los partidos Socialista y Liberal. Durante su tiempo en la prefectura se enfocó en el área deportiva, con la construcción de los coliseos cantonales de Pelileo, Patate, Píllaro y Quero, el área educativa y el área vial, resaltando la construcción de la carretera Pelileo-Patate, la rehabilitación de la vía Ambato-Píllaro y la construcción de un puente sobre el río Culapachán. Renunció a su cargo en julio de 1983 para presentarse como candidato a diputado.
En las elecciones legislativas de 1986 fue elegido diputado nacional en representación de la provincia de Tungurahua por el Partido Demócrata. En las elecciones de 1992 volvió a ser elegido diputado de Tungurahua, aunque en esta ocasión por el Partido Roldosista Ecuatoriano. No obstante, se separó del partido roldosista antes de terminar su periodo.